# Döring (Familienname)
Döring bzw. Doering ist ein deutscher Familienname.

## Herkunft
- 1. Mittel- und niederdeutscher Herkunftsname: >der aus Thüringen<.
- 2. Vereinzelt kann diesem Familiennamen auch der alte Rufname Durinc >Thüringer< zugrunde liegen.[1]

## Namensträger

### A
- Adam Lude Döring (1925–2018), deutscher Maler, siehe Lude Döring
- Adolf Gustav Döring (1864–1938), deutscher Maler
- Adolfo Doering (1848–1925), Chemiker, Geologe und Zoologe
- Alexander Doering (* 1974), deutscher Synchronsprecher
- Alfred Döring (* 1933), deutscher Hindernisläufer
- Andreas Döring (* 1954), deutscher Autor, Erzähler und Journalist
- Anselm Doering-Manteuffel (* 1949), deutscher Zeithistoriker
- Antonia Döring (* 1997), deutsche Schauspielerin
- Arnold Döring (1918–2001), deutscher Offizier, Kampfpilot und Ritterkreuzträger
- August Döring (1834–1912), deutscher Lehrer, Gymnasialdirektor und Philosoph
- Auguste Döring (1807–1873), deutsche Theaterschauspielerin, siehe Auguste Sutorius

### B
- Bianca Döring (* 1957), deutsche Schriftstellerin, Musikerin und Malerin

### C
- Carl Döring (1906–1992), deutscher Motorradrennfahrer
- Carl August Gottlieb Döring (1824–?), deutscher Lehrer und Autor
- Christian Döring (Verleger) (1490–1533), deutscher Verleger
- Christian Döring (Baumeister) (1677–1750), deutscher Baumeister
- Christian Döring (Lektor) (* 1954), deutscher Verlagslektor und Herausgeber
- Christian Döring (Jurist) (* 1958), deutscher Jurist
- Christian Döring (Fernsehmoderator) (* 1959), deutscher Fernsehmoderator
- Christian Doering (Rugbyspieler) (* 1981), deutscher Rugby-Union-Spieler
- Christine Döring (* 1971), deutsche Schauspielerin
- Christoph Doering (* 1953), deutscher Experimentalfilmer, Performancekünstler und Maler
- Claus Döring (* 1958), deutscher Journalist
- Cord von Döring (1325–1374), Braunschweiger Bürgermeister, Todesopfer der Großen Schicht

### D
- Daniela Döring (* 1966), deutsche Ingenieurin und Hochschullehrerin
- David von Döring (1577–1638), kursächsischer Rat
- Detlef Döring (1952–2015), deutscher Historiker
- Detmar Doering (* 1957), deutscher Theoretiker des Liberalismus
- Dieter Doering (1930–2010), deutscher Diplomat und Botschafter der DDR
- Diether Döring (1939–2025)[2], Finanzwissenschaftler und Sozialethiker
- Dirty Doering (Velten Döring; * 1978), deutscher DJ und Labelbetreiber
- Dorothee Döring (* 1949), deutsche Ratgeber-Autorin

### E
- Eberhard Döring (* 1954), deutscher Philosoph
- Ernst von Döring (Verwaltungsjurist) (1858–1910), deutscher Verwaltungsbeamter
- Ernst Döring (Cellist) (1863–1943), deutscher Cellist und Musikwissenschaftler
- Ernst Döring (Jurist) (1888–1956), deutscher Landrat
- Ernst Doering (Physiker) (1925–1982), deutscher Physiker
- Ernst August von Döring (1767–1850), deutsch-dänischer Politiker, Landdrost der Herrschaft Pinneberg
- Ernst Friedrich von Döring (1659–1726), kurfürstlich-sächsischer Hofjustitiarius, Geheimer Rat und Kanzler des Stifts Naumburg und Zeitz
- Erwin Döring (1937–2025), deutscher Fotograf

### F
- Fabian Döring (* 1984), deutscher Schauspieler
- Fabian Döring (Radsportler) (* 1986), deutscher Paracycler
- Felix Döring (* 1991), deutscher Politiker (SPD)
- Ferdinand von Doering (1792–1877), preußischer Generalmajor
- Frieder Döring (Pseudonym für Hans-Friedrich Döring; * 1942), deutscher Arzt und Schriftsteller
- Friedrich Döring (Filmproduzent) (1892–1962), deutscher Filmproduzent
- Friedrich August Döring (1820–1891), deutscher Jurist in der Zollverwaltung
- Friedrich Wilhelm Döring (1756–1837), deutscher Altphilologe
- Fritz Döring (1872–1918), deutscher Lyriker, siehe Carl Hermann Busse
- Fritz Döring (Maler) (1904–1987), deutscher Maler
- Fritz Döring (Trainer) (* vor 1931), deutscher Volleyballtrainer der Herren-/Frauen-Nationalmannschaft der DDR

### G
- Georg Döring (Geistlicher) (1493–1559), deutscher Geistlicher
- Georg Döring (Jurist) (1680–1727), deutscher Jurist und Richter
- Georg Döring (Schriftsteller) (1789–1833), deutscher Schriftsteller, Oboist und Komponist
- Georg Döring (Sänger) (1861–1945), deutscher Opernsänger (Bass)
- Gerhard Döring (Mediziner, 1909) (1909–1963), deutscher Neurologe
- Gerhard Döring (Mediziner, 1920) (1920–1992), deutscher Gynäkologe und Hochschullehrer
- Gottfried Döring (1801–1869), deutscher Kantor und Autor
- Gottlob Heinrich von Döring (1722–1788), deutscher Domherr in Meißen, Regierungsrat des Hochstift Meißen in Wurzen, Rittergutsbesitzer und Kirchenpatron in Kleinliebenau

### H
- Hagen Doering (* 1971), deutscher Boxer und Boxfunktionär
- Hans Döring (Maler) (um 1483–1558), deutscher Maler
- Hans Doering (Mediziner) (1871–1946), deutscher Chirurg und Hochschullehrer
- Hans Döring (Politiker) (1901–1970), deutscher Politiker (NSDAP) und SS-Führer
- Hans Georg von Doering (1866–1921), deutscher Offizier und Kolonialbeamter
- Hans-Günther Döring (* 1962), deutscher Kinderbuchautor und -illustrator
- Hans-Joachim Döring (* 1954), deutscher Religionspädagoge
- Hans-Jürgen Döring (1951–2017), deutscher Politiker (SPD)
- Hans Karl Döring (1909–1978), deutscher Bildhauer
- Harald Döring (1941–1997), deutscher Maler und Grafiker
- Heinrich Döring (1789–1862), deutscher Schriftsteller, Übersetzer und Biograf
- Heinrich von Döring (1805–1880), deutscher Verwaltungsbeamter in dänischen Diensten
- Heinrich Döring (Politiker) (1823–1891), deutscher Bürgermeister und Politiker
- Heinrich Döring (Bischof) (1859–1951), deutscher Jesuit, römisch-katholischer Bischof von Poona
- Heinrich Döring (Mathematiker) (1913–um 1962), deutscher Mathematiker und Kryptoanalytiker
- Heinrich Döring (Theologe) (1933–2025), deutscher römisch-katholischer Fundamentaltheologe, Religionswissenschaftler und Hochschullehrer
- Heinrich Ubbelohde-Doering (1889–1972), deutscher Archäologe und Direktor des Völkerkundlichen Museums München
- Heinz Doering (1894–1971), deutscher Jurist und Landrat
- Heinz Döring (Rugbyspieler), deutscher Rugbyspieler
- Hellmut Döring (1903–1995), deutscher Pädagoge und Politiker
- Herbert Döring (1911–2001), deutscher Elektrotechniker, Hochschullehrer an der RWTH Aachen
- Hermann Döring (1888–1945), deutscher Jurist und Versicherungsmanager
- Hildegart Döring (1907–1983), deutsche Politikerin (SPD), Mitglied des Abgeordnetenhauses von Berlin
- Horst Döring (* 1940), deutscher Manager

### I
- Ilse Becker-Döring (1912–2004), deutsche Politikerin (SPD), MdL

### J
- Jens Döring (* 1978), deutscher Musiker und Medienkünstler
- Jochen Döring (* 1981), deutscher Schauspieler und Sprecher
- Johann von Döring (1741–1818), dänischer Kammerherr, Schriftsteller
- Johann Döring (Gewerkschafter) (1864–1951), deutscher Gewerkschafter und Funktionär
- Johann Ernst Döring (1704–1787), deutscher Orgelbauer
- Johann Friedrich Döring (1892–1962), deutscher Dokumentarfilmer, Filmproduzent, Filmverleiher und Kinobetreiber, siehe Döring-Film
- Johann Friedrich Samuel Döring (1766–1840), deutscher Kantor und Komponist
- Johann Melchior Döring (1747–1783), deutscher Orgelbauer
- Johanna Renate Döring-Smirnov (* 1944), österreichische Slawistin
- Johannes Döring (1905–nach 1939), deutscher Lehrer
- John-Alexander Döring (* 1979), deutscher Synchronsprecher
- Jonas Döring (* 1998), Schweizer Radsportler
- Jörg Döring (Synchronsprecher) (* 1959), deutscher Synchronsprecher und Schauspieler
- Jörg Döring (Literaturwissenschaftler) (* 1966), deutscher Germanist und Literaturwissenschaftler
- Julius Döring (1818–1898), deutschbaltischer Maler

### K
- Karl Döring (Schriftsteller) (1867–nach 1907), deutscher Redakteur und Schriftsteller
- Karl Döring (Diplomat) (1917–nach 1979), deutscher Diplomat
- Karl Döring (Manager) (* 1937), deutscher Manager
- Karl August Döring (1783–1844), deutscher Theologe und Kirchenlieddichter
- Karl-Heinz Döring (* 1937), deutscher Karikaturist
- Karl Siegfried Döring (1879–1941), deutscher Architekt, Kunsthistoriker und Archäologe, siehe Karl Siegfried Döhring
- Katharina von Doering (1867–?), deutsche Schriftstellerin
- Klaus Döring (* 1938), deutscher Altphilologe
- Klaus W. Döring (* 1938), deutscher Erziehungswissenschaftler
- Konrad Döring (Schriftsteller) (1877–1946), deutscher Schriftsteller
- Konrad Döring (Politiker) (* 1959), deutscher Politiker (PDS, Die Linke)

### L
- Leberecht Immanuel Döring (1786–1833), deutscher Philologe und Theologe
- Leo Döring (* 2001), deutscher Basketballspieler
- Lothar Doering (* 1950), deutscher Handballspieler und -trainer
- Louise Döring (um 1875–nach 1913), hochdramatische Sängerin
- Lude Döring (1925–2018), deutscher Maler, Grafiker und Bildhauer
- Lutz Doering (* 1966), deutscher evangelischer Theologe und Judaist

### M
- Manfred Döring (1932–2023), deutscher Generalmajor des MfS
- Manja Doering (* 1977), deutsche Schauspielerin
- Margarete Döring-von Moellendorff (1883–1963), deutsche Pianistin
- Margret Hofheinz-Döring (1910–1994), deutsche Malerin
- Marina Döring (* 1964), deutsche Architekturhistorikerin und Professorin an der TU Wien
- Martin Döring (Verwaltungsjurist) (* 1924), deutscher Jurist und Verwaltungsbeamter
- Martin Döring (Politikwissenschaftler) (* 1967), deutscher Politikwissenschaftler
- Matthias Döring (1390er Jahre–1469), deutscher Franziskaner, Historiker und Theologe
- Max Döring (Politiker, 1875) (1875–1947), deutscher Politiker (SPD), Mitglied der Stadtverordnetenversammlung von Groß-Berlin
- Max Döring (Psychologe) (1879–nach 1931), deutscher Psychologe, Pädagoge und Herausgeber
- Max Döring (Politiker, 1893) (1893–1974), deutscher Politiker (KPD, SED), Oberbürgermeister von Cottbus
- Max Morgenstern-Döring (1858–1931), deutscher Generalmajor
- Monika Döring (1937–2024), deutsche Veranstalterin
- Moritz Döring (1798–1856), deutscher Lehrer und Schriftsteller

### N
- Nicola Döring (* 1968), deutsche Medienpsychologin
- Nils Döring (* 1980), deutscher Fußballspieler

### O
- Ole Döring (* 1965), deutscher Philosoph, Sinologe und Schriftsteller
- Oliver Döring (* 1969), deutscher Hörspielregisseur
- Oscar Döring (1844–1917), deutscher Mathematiker und Agrarmeteorologe
- Oskar Doering (auch Oskar Doering-Dachau; 1858–1936), deutscher Kunsthistoriker
- Oskar Döring (1898–nach 1972), deutscher Schriftsteller
- Osman Döring (* 1956), türkischer Islamfunktionär in Deutschland
- Otto Döring (1890–1947), deutscher Spielzeugfabrikant und Firmengründer
- Otto C. Doering (* 1940), US-amerikanischer Agrarwissenschaftler und Hochschullehrer

### P
- Patrick Döring (* 1973), deutscher Politiker (FDP)
- Paul Döring (Jurist) (1885–1961), deutscher Jurist und Richter
- Paul Döring (1911–nach 1957), deutscher Fußballtrainer
- Peter Döring (Schauspieler) (* 1930), deutscher Schauspieler
- Peter Döring (Ringer) (* 1943), deutscher Ringer
- Philipp Döring (* 1977), deutscher Regisseur
- Pia Döring (* 1960), deutsche Politikerin (SPD)

### R
- Rainer Döring (1939–2012), deutscher Kommunalpolitiker (SPD), Bürgermeister von Schwelm
- Rainer Doering (* 1957), deutscher Schauspieler und Synchronsprecher
- Ralf Döring (* 1966), deutscher Ökonom
- Reinhard Döring (1942–2019), deutscher Heimatforscher
- Ronja Döring (* 1990), deutsche Moderne Fünfkämpferin, siehe Ronja Steinborn
- Rudolf Döring (1888–1969), deutscher Maler

### S
- Sabine Doering (* 1961), deutsche Literaturwissenschaftlerin
- Sabine Döring, deutsche Philosophin, Hochschullehrerin und politische Beamtin
- Sabine Doering-Manteuffel (* 1957), deutsche Ethnologin und Universitätspräsidentin
- Sina Döring (* 1999), deutsche Schlagzeugerin und Webvideoproduzentin siehe Sina-drums
- Stefan Döring (Autor) (* 1954), deutscher Schriftsteller
- Stefan Döring (Musiker) (* 1962), deutscher Jazzmusiker und Komponist
- Steffen Döring (* 1960), deutscher Eisschnellläufer
- Stephan Doering (* 1966), deutscher Psychiater, Psychotherapeut, Psychoanalytiker und Hochschullehrer
- Susanne Döring-Kessler (1870–1937), deutsche Malerin

### T
- Theodor Döring (Schauspieler) (1803–1878), deutscher Schauspieler
- Theodor Döring (Chemiker) (1873–1947), deutscher Chemiker
- Thomas Döring (Kunsthistoriker) (* 1959), deutscher Kunsthistoriker
- Thomas Döring (Soziologe) (* 1963), deutscher Soziologe, Volkswirt und Hochschullehrer
- Thomas Döring (Agrarwissenschaftler) (* 1972), deutscher Agrarökologe und Hochschullehrer
- Tilo Döring (1932–2001), deutscher Bergbauingenieur und Hochschullehrer
- Tobias Döring (* 1965), deutscher Literaturwissenschaftler und Anglist

### U
- Ulrich Döring (* 1945), deutscher Betriebswirt und Hochschullehrer (Universität Lüneburg)
- Uwe Döring (Politiker, 1946) (* 1946), deutscher Politiker (SPD), MdL Schleswig-Holstein
- Uwe Doering (Politiker, 1953) (* 1953), deutscher Politiker (SEW, PDS, Die Linke), MdA Berlin
- Uwe Döring (Fußballspieler) (* 1957), deutscher Fußballspieler

### V
- Valentin Doering (1941–2023), deutscher katholischer Prälat
- Velten Döring (* 1978), deutscher DJ und Labelbetreiber, siehe Dirty Doering
- Volkmar Döring (* 1952), deutscher Kinderbuchillustrator, Autor und Trickfilmzeichner

### W
- Walter Döring (* 1954), deutscher Politiker (FDP)
- Werner Döring (1911–2006), deutscher Theoretischer Physiker
- Wilhelm von Doering (General, 1791) (1791–1866), deutscher Generalleutnant
- Wilhelm von Doering (General, 1819) (1819–1870), deutscher Generalmajor
- Wilhelm Doering (Unternehmer) (1869–1935), deutscher Unternehmer und Kunstmäzen
- Wilhelm Döring (Politiker) (1896–1973), deutscher Landespolitiker (LDPD Thüringen)
- Wilhelm Döring (SS-Mitglied) (1917–2013), deutscher SS-Obersturmführer, Leiter der Kriminalpolizei in Siegburg und Truppführer des Einsatzkommandos 8.
- Wilhelm Ludwig Döring (1802–1877), deutscher Arzt und Botaniker
- Willi Döring (1924–1997), deutscher Landespolitiker (Niedersachsen) (CDU)
- William von Eggers Doering (1917–2011), US-amerikanischer Chemiker
- Woldemar Oskar Döring (1880–1948), deutscher Philosoph
- Wolfgang Döring (Politiker) (1919–1963), deutscher Politiker (FDP), MdL Nordrhein-Westfalen, MdB
- Wolfgang Döring (Architekt) (1934–2020), deutscher Architekt
- Wolfgang Döring (Fußballspieler) (* 1962), deutscher Fußballspieler